# Giovanni Strazza

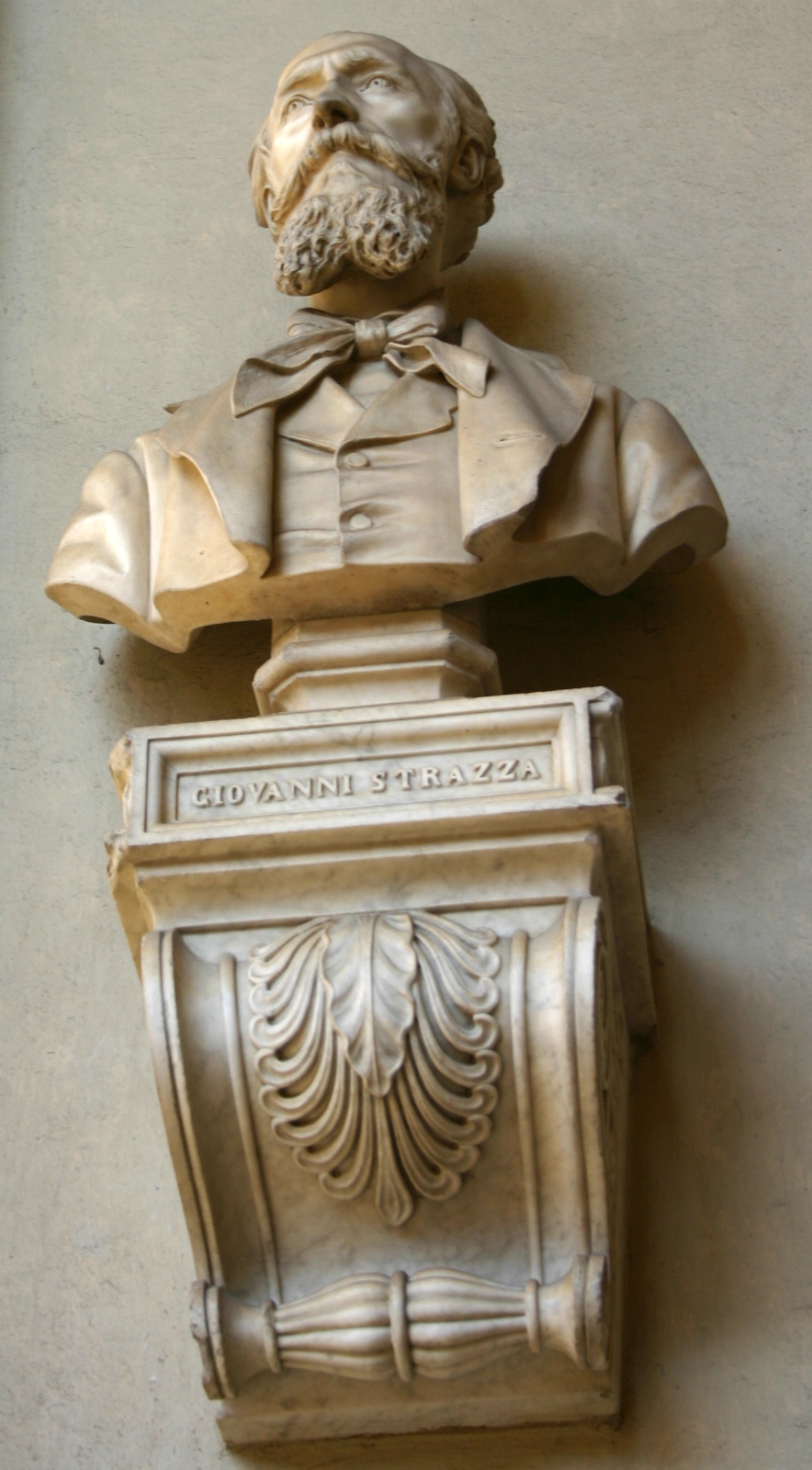
Büste Giovanni Strazzas im Palazzo di Brera, Mailand

Giovanni Strazza (* 1817 oder 1818 in Mailand; † 18. April 1875 ebenda) war ein italienischer Bildhauer.

## Leben

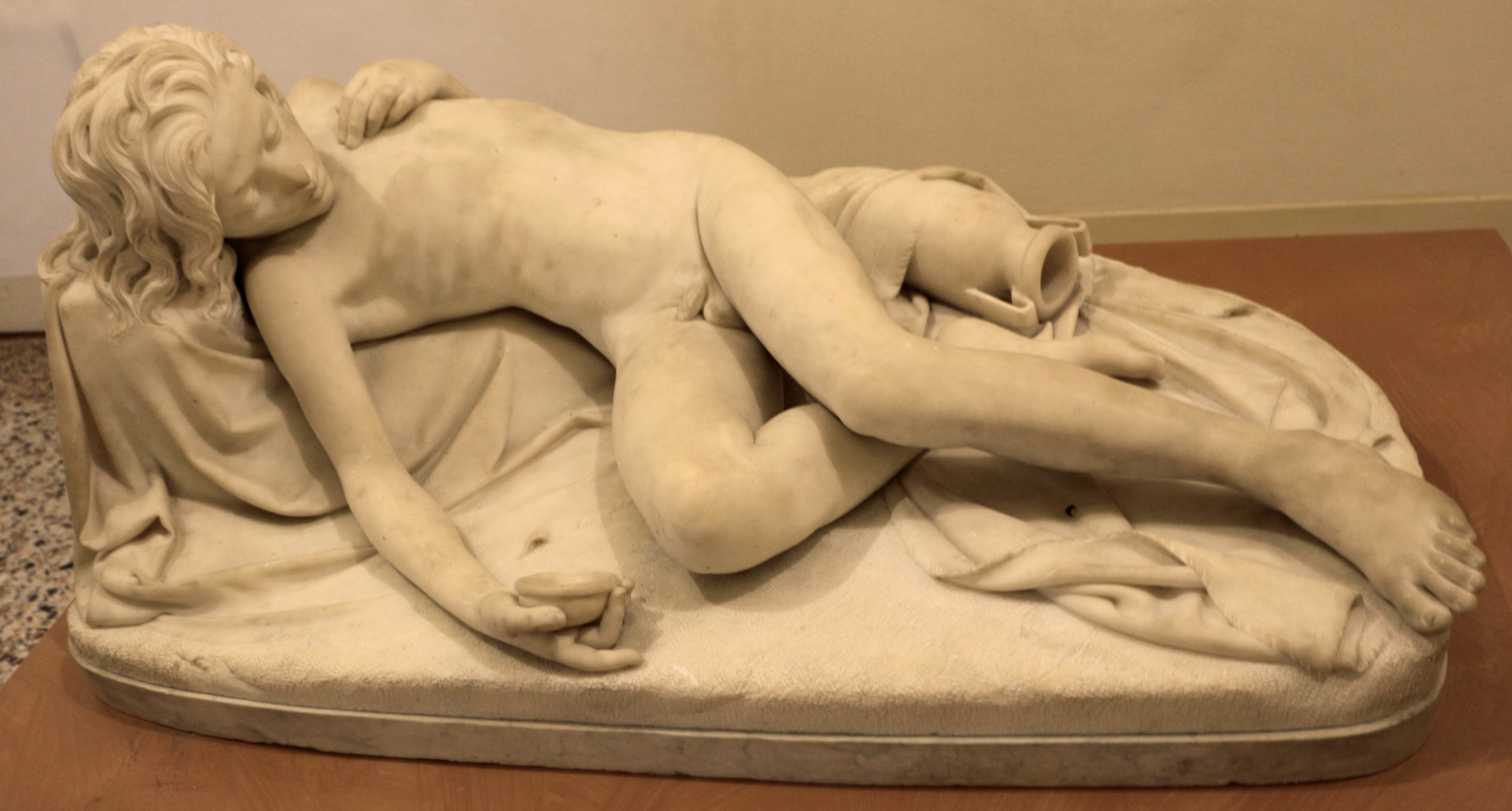
Ismaele abbandonato nel deserto, Replik von 1850 in der Galleria d’Arte Moderna in Mailand

Giovanni Strazza studierte an der Accademia di Belle Arti di Brera in Mailand  bei Pompeo Marchesi und arbeitete im Atelier von Francesco Somaini. 1840 übersiedelte er nach Rom und schloss dort seine Ausbildung an der  Accademia di San Luca ab, wo er vom Purismus Pietro Teneranis beeinflusst wurde. Mit der Skulptur Ismaele abbandonato nel deserto (Ismael, zurückgelassen in der Wüste) verschaffte er sich 1844 Anerkennung in den Künstlerkreisen Roms.
1858 kehrte er nach Mailand zurück und erhielt 1860 nach einer kurzen Lehrtätigkeit an der Accademia di Belle Arti di Bologna den Lehrstuhl für Bildhauerei an der Accademia di Brera, den er bis zu seinem Tod 1875 innehatte.
Strazza schuf Skulpturen, Porträtbüsten und insbesondere Grabmonumente. Stilistisch stand er am Übergang vom Klassizismus zur Romantik. Er zeigte seine Arbeiten in zahlreichen Ausstellungen und war unter anderem auf den Weltausstellungen in London 1862 und in Wien 1873 vertreten.
Eines seiner bekanntesten Werke ist die Büste der verschleierten Jungfrau (Vergine velata) aus Carrara-Marmor, die um 1850 entstand und 1856 nach St. John’s auf Neufundland kam, wo sie heute im Konvent der Presentation Sisters aufbewahrt wird. Solche kunstvoll gefertigten Darstellungen verschleierter Personen waren damals ein beliebtes Motiv. Die Figur wird einerseits als Jungfrau Maria, andererseits vor dem Hintergrund des Risorgimento als Personifikation Italiens gedeutet.

## Werke

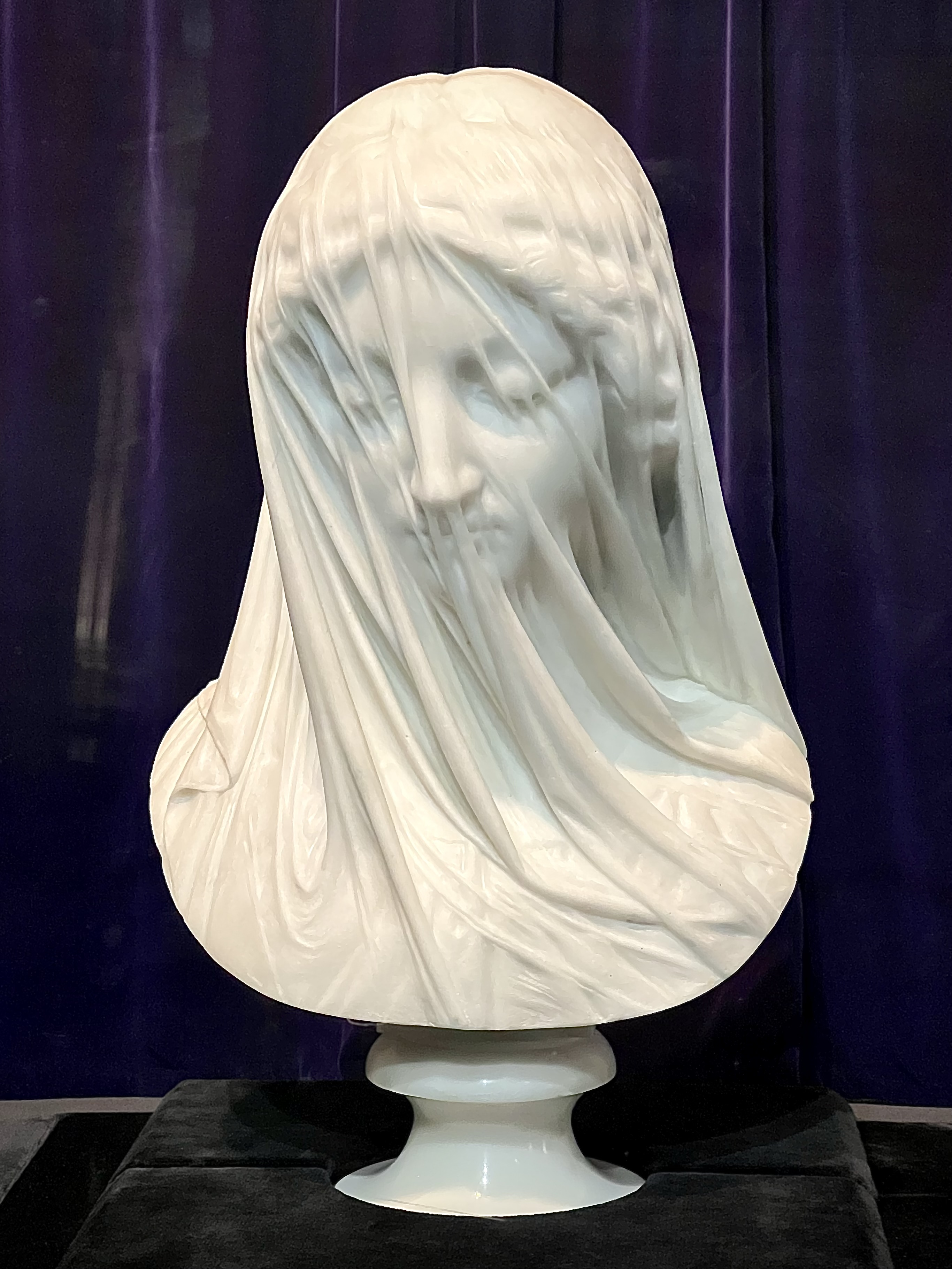
Verschleierte Jungfrau, um 1850, Konvent der Presentation Sisters, St. John’s

- Ismaele abbandonato nel deserto, 1844
- Marmorstatue Moses, zürnend über das Volk Israels, 1847
- Vergine velata (Verschleierte Jungfrau), um 1850
- Amyntas und Sylvia, 1858
- La sposa (Die Braut), 1861
- Relief für den Altar der hl. Agnes im Querhaus des Mailänder Doms, 1863
- Kolossalstatue des Aron im Hof des Erzbischöflichen Palais, Mailand, 1867
- Grabmal mit den Allegorien Fleiß und Wissenschaft für Giulio Sarti auf dem Cimitero Monumentale, Mailand, 1870
- Grabmal für die Familie Mazzacorati, Cimitero Monumentale della Certosa di Bologna, 1872[2]
- Porträtbüste Alessandro Manzonis, 1873
- Denkmal für Gaetano Donizetti, Teatro alla Scala, Mailand, 1874
- Grabmal für F. Lucca auf dem Cimitero Monumentale, Mailand, 1879
- Das Gebet, Cimitero Monumentale, Mailand